# 赫瓦爾

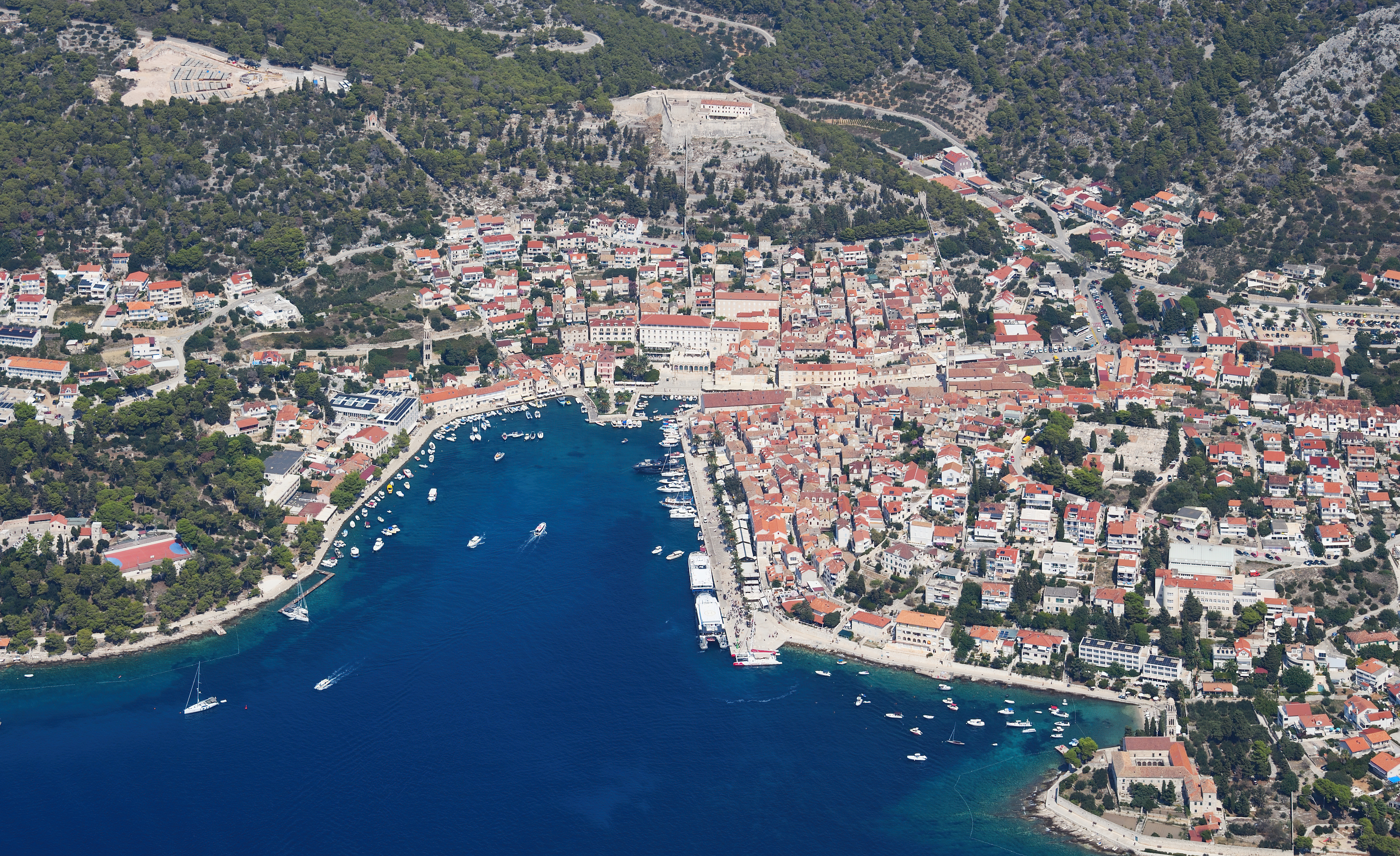

赫瓦爾（克罗地亚语：Hvar； 查方言：For； 希腊语：Φάρος； 拉丁语：Pharus； 意大利语：Lesina）是克羅地亞的城鎮，位於該國南部赫瓦爾島南岸，由斯普利特-達爾馬提亞縣負責管轄，面積75.5平方公里，受地中海氣候影響，2011年人口4,251。赫瓦尔是赫瓦尔岛上最大的定居点，位于斯塔里格勒和耶尔萨的对面。
赫瓦尔曾经是亚得里亚海的贸易和文化中心，从13世纪到18世纪一直属于威尼斯共和国。作为威尼斯的一个重要海军基地，建有坚固的堡垒和城墙来保护港口。文化生活同样引人注目，赫瓦尔剧院早在1612年就开业，是欧洲最古老的公共剧院之一。城内保留了古老的城墙，以及15世纪到17世纪的贵族宅邸和公共建筑。

## 外部連結
- Municipality of Hvar （页面存档备份，存于）
- The Hvar Heritage Museum （页面存档备份，存于）

43°10′N 16°27′E / 43.167°N 16.450°E